# Éguelshardt
Éguelshardt è un comune francese di 528 abitanti situato nel dipartimento della Mosella nella regione del Grand Est.

## Storia

### Simboli
Lo stemma del comune si blasona: 
La fascia increspata è ripresa dallo stemma della famiglia Kirkel che possedeva il castello di Waldeck. La croce di Lorena ricorda da un lato che Eguelshardt apparteneva alla contea di Bitche nel Ducato di Lorena, e dall'altro che la chiesa locale è dedicata all'Esaltazione della Santa Croce.

## Monumenti e luoghi d'interesse

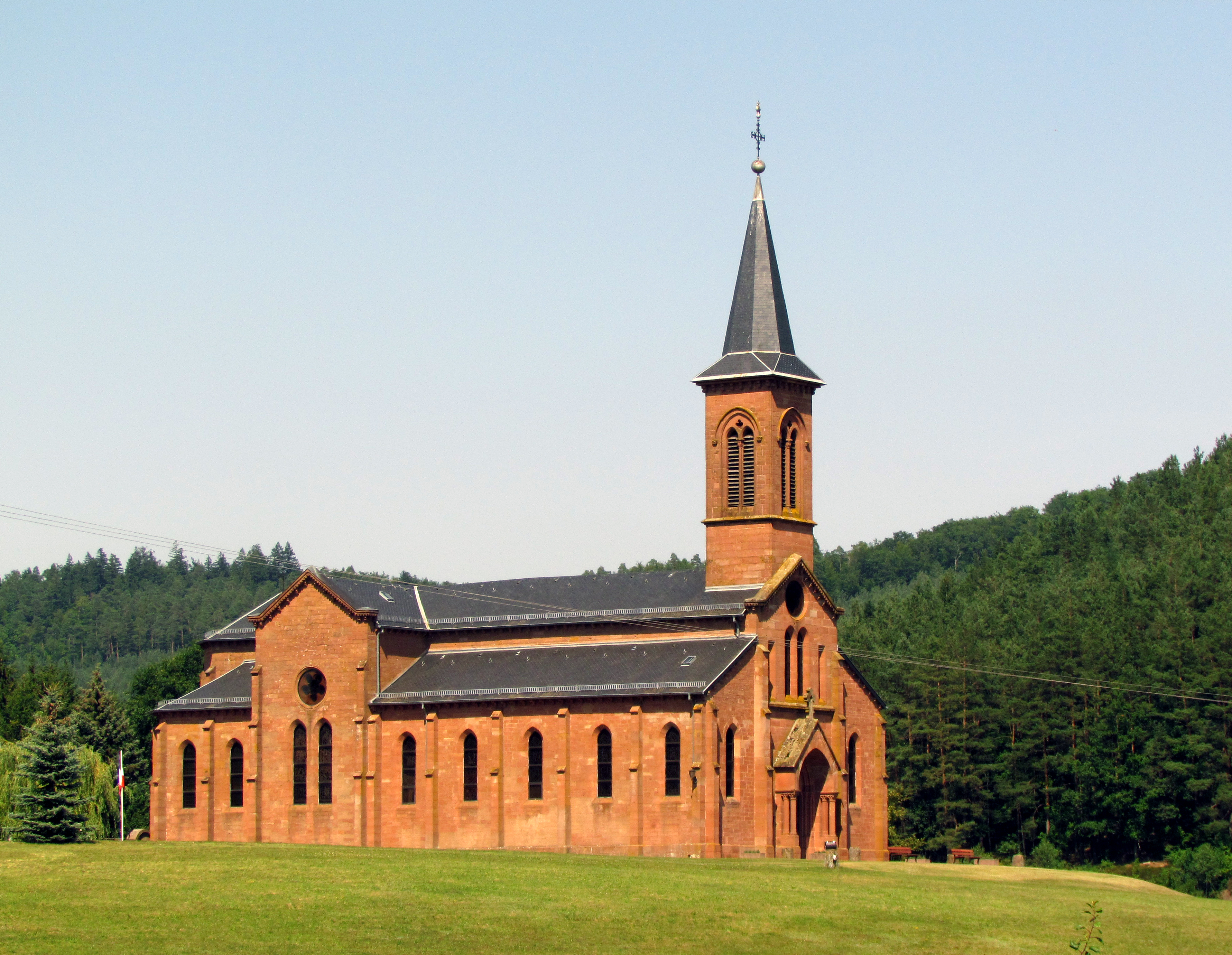
Chiesa di Eguelshardt

- La chiesa dell'Esaltazione della Santa Croce fu costruita dal 1854 al 1858 su progetto dell'architetto Charles Gautiez (1809–1856) di Metz, per sostituire una chiesetta del 1770 diventata insufficiente per accogliere la popolazione. La chiesa, in pietra arenaria rosa, è in stile neogotico con transetto e coro poligonale. Le vetrate, risalenti al 1949, sono un dono delle famiglie locali. Il campanile, alto ventotto metri, ospita tre campane per un peso totale di 963 chili.

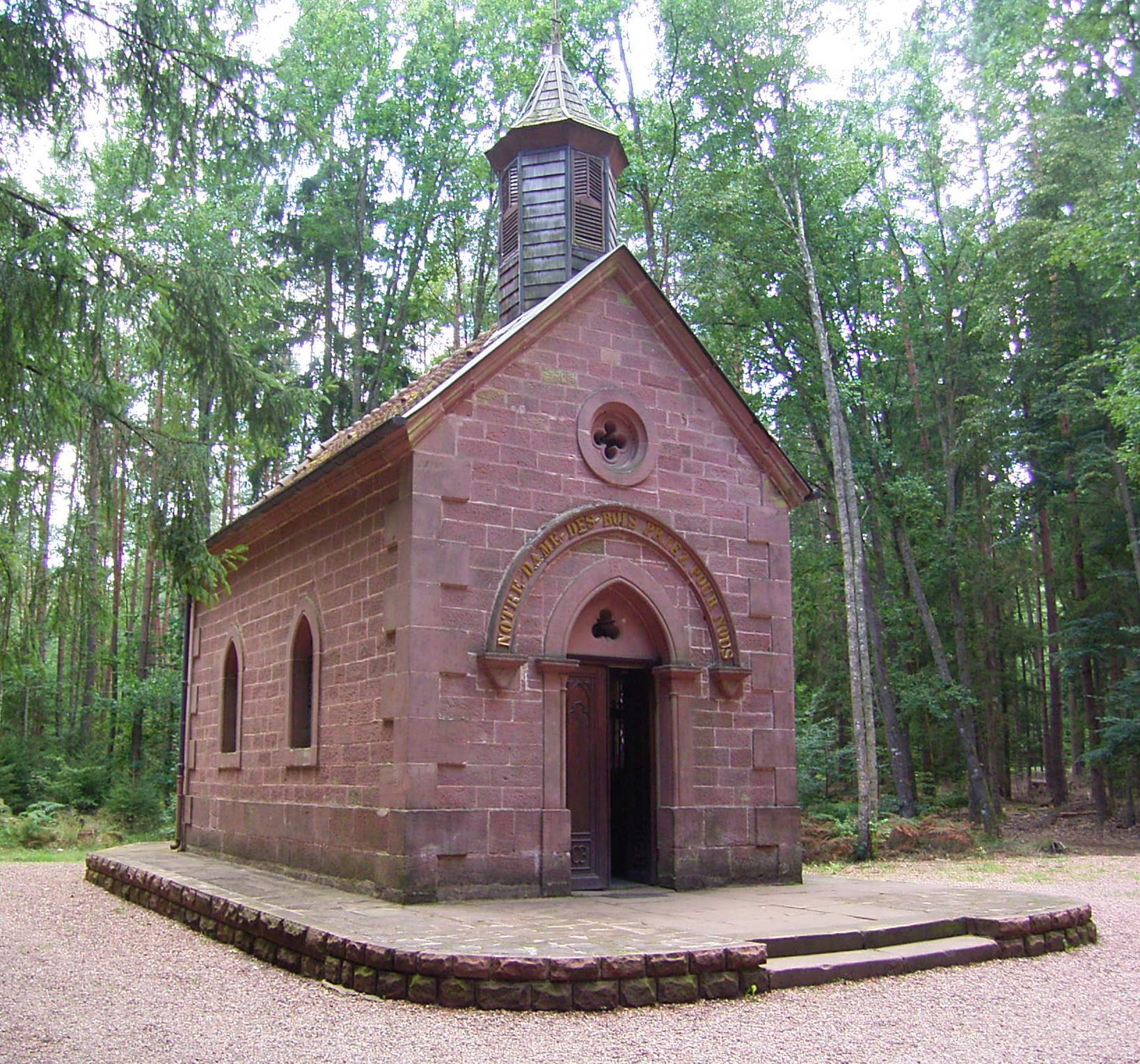
Notre-Dame-des-Bois

- La cappella di Notre-Dame-des-Bois si trova fuori dal villaggio, nel cuore della foresta. Fu fatta costruire nel 1859 da Malvina Creutzer, figlia del proprietario della tenuta di Erbsenthal, sul sito di una vecchia cappella probabilmente distrutta durante la guerra dei trent'anni. Il nuovo edificio è costruito in conci di arenaria con un tetto a falde coperto da tegole in legno e ardesia. Ha una pianta allungata ad una sola navata con volte d'ogiva ed un'abside poligonale. Il campanile, posto sulla prima campata della navata, presenta una guglia ottagonale.

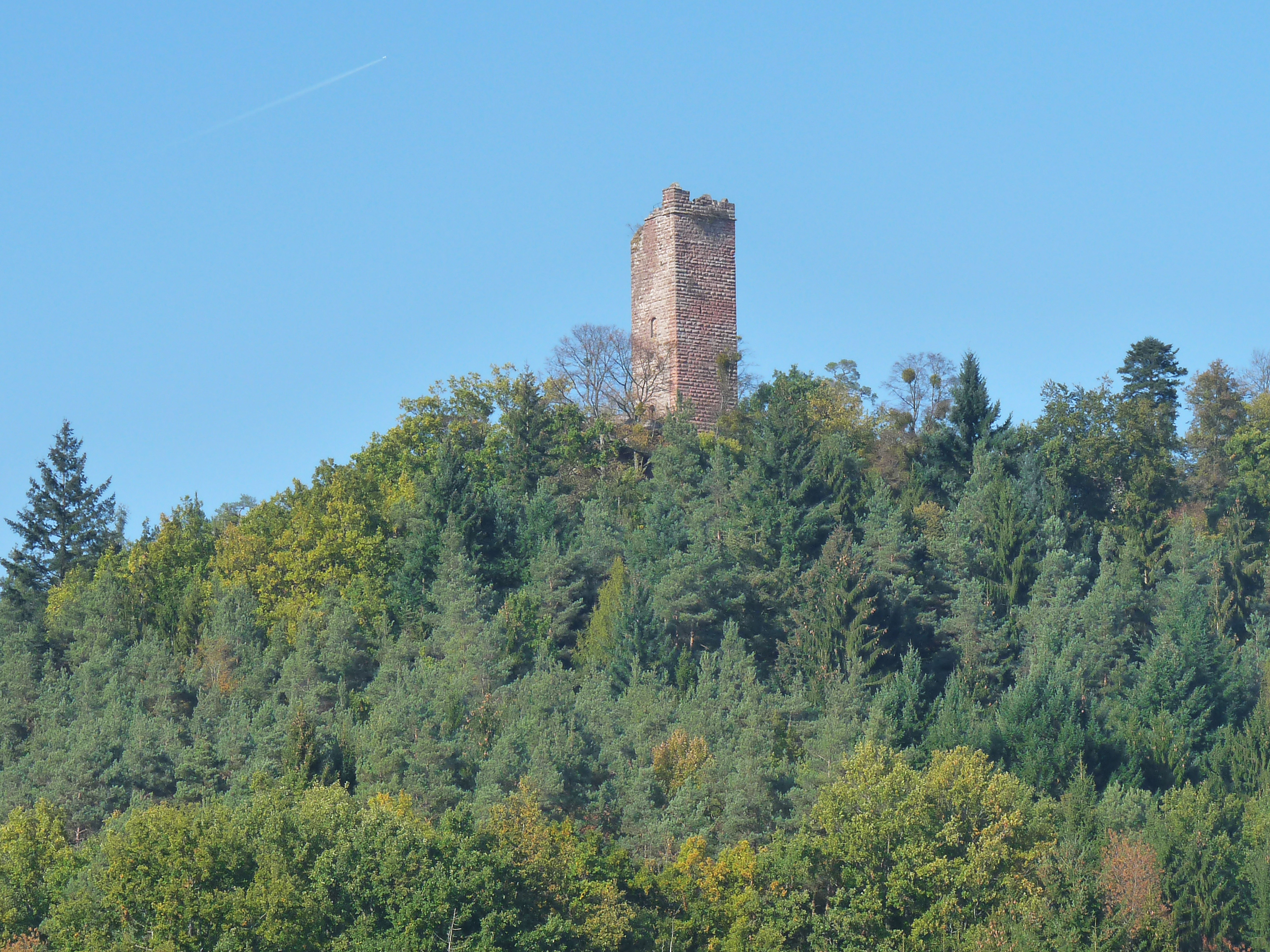
Castello di Waldeck

- Il castello di Waldeck, occupa uno sperone di arenaria che emerge dalla foresta e fu costruito alla fine del XIII secolo dal duca Federico III di Lorena per difendere i limiti orientali del suo dominio. La prima menzione del castello di Waldeck data al 1316 quando apparteneva alla famiglia Kirkel. Cambiò spesso proprietario: dai signori di Lichtenberg, passò nel 1395 e nel 1443 ai conti di Deux-Ponts-Bitche fino al 1570, data della morte dell'ultimo rappresentante della dinastia. Nel 1633, durante la guerra dei trent'anni, il castello fu demolito dalle truppe di Armand-Nompar de Caumont, duca de la Force. Rimasero in piedi fino al XVIII secolo, due alte torri a pianta quadrata: quella a nord fu distrutta da un fulmine nel XIX secolo, quella a sud fu restaurata nel 1900 ed è costruita con un'apparecchiatura muraria regolare in bugnato di pietra arenaria ed ha conservato la sua merlatura. Il castello è classificato Monumento storico dal 16 febbraio 1930.[3]

## Società

### Evoluzione demografica
Abitanti censiti